# 강소휘
강소휘(姜昭輝, 1997년 7월 18일 ~ )는 대한민국의 배구 선수이다. 소속팀은 김천 한국도로공사 하이패스이며, 포지션은 레프트이다. 대한민국 국가대표이기도 하다.
2015-16 신인 드래프트에서 전체 1순위로 GS칼텍스에 지명되며 프로에 입단하였다. 2023 - 2024 시즌 종료 후 데뷔 이래 두 번째로 자유계약선수(FA) 자격을 얻고 계약기간 3년, 연봉 5억원, 옵션 3억원 등 총액 8억원에 계약을 체결하여 김천 한국도로공사 하이패스로 이적하였다.

## 국가대표팀 경력
- 2016년 올림픽 참가 예선
- 2018년 네이션스리그
- 2018년 아시안 게임
- 2022년 FIVB 여자 발리볼네이션스리그

## 기록
정규리그 기준.
| 시즌    | 출장 | 출장 | 득점 | 공격 | 공격 | 공격   | 서브 | 서브 | 서브   | 블로킹 | 블로킹 | 리시브 | 리시브 |
| 시즌    | 경기 | 세트 | 득점 | 시도 | 성공 | 성공률 | 시도 | 성공 | 세트당 | 성공   | 세트당 | 시도   | 성공률 |
| ------- | ---- | ---- | ---- | ---- | ---- | ------ | ---- | ---- | ------ | ------ | ------ | ------ | ------ |
| 2015-16 | 27   | 91   | 154  | 391  | 129  | 32.99% | 231  | 15   | 0.16   | 10     | 0.11   | 229    | 33.62% |
| 2016-17 | 21   | 71   | 158  | 371  | 141  | 38.01% | 163  | 7    | 0.1    | 10     | 0.14   | 275    | 28%    |
| 2017-18 | 30   | 117  | 532  | 1219 | 459  | 37.65% | 359  | 40   | 0.34   | 33     | 0.28   | 853    | 35.87% |

## 수상 경력

### 단체 수상

#### 개인 클럽
- GS칼텍스 서울 KIXX (2015-)
  - V-리그
    - 챔피언결정전
      -  우승 (1회) : 2020-21

    - 정규리그
      -  1위 (1회) : 2020-21

  - KOVO컵
    -  우승 (3회) : 2017, 2020, 2022
    -  준우승 (1회) : 2021

### 개인 수상

#### 개인 클럽
- GS칼텍스 서울 KIXX (2015-)
  - V-리그
    - V-리그 여자부 신인선수상 : 2016
    - V-리그 여자부 베스트7 : 2020 , 2022

  - KOVO컵 MVP (3회) : 2017, 2020 , 2023
  - KOVO컵 MIP (1회) : 2021
  - 자카르타-팔렘방 아시안게임 여자 배구 동메달